# Wolfenstein: The Old Blood
Wolfenstein: The Old Blood (с англ. — «Вольфенштейн: Старая кровь») — компьютерная игра в жанре шутера от первого лица, разработанная компанией MachineGames и изданная Bethesda Softworks. Выпущена 5 мая 2015 года на Microsoft Windows, PlayStation 4 и Xbox One. Игра является самостоятельным аддоном к игре Wolfenstein: The New Order 2014 года. По сюжету, игрок в роли агента вымышленной организации УСО Уильяма «Би-Джея» Бласковица пытается обнаружить местонахождение нацистской секретной базы. Разработка началась в 2014 году, вскоре после выхода The New Order.
Игра является шутером от первого лица, и игрок должен большую часть игрового времени передвигаться пешком. История разделена на две взаимосвязанные кампании по четыре главы в каждой. В игре есть разнообразное оружие, в том числе пистолеты, дробовики и взрывчатые вещества.
Wolfenstein: The Old Blood получила в целом положительные отзывы после выхода. Многие критики высоко оценили сильные перестрелки в игре, интригующие локации и баланс между стелс- и экшн-частью. Однако критике подверглась история игры, которую называли шагом назад по сравнению с The New Order.

## Сюжет
Действие Wolfenstein: The Old Blood происходит в альтернативной вселенной в 1946 году незадолго до начала Wolfenstein: The New Order. Агенты организации УСО (Управление Секретных Операций) Уильям «Би Джей» Бласковиц и Ричард Уэсли (под кодовым именем «Агент Один») должны проникнуть в замок Вольфенштайн (с нем. — «Волчий камень») и найти секретную папку, содержащую местонахождение замка оберстгруппенфюрера СС Вильгельма «Черепа» Штрассе. Также известно, что папка находится у нацистского археолога и штандартенфюрера Хельги фон Шаббс. Войдя в замок, «Би Джей» и Уэсли не смогли найти папку и попали в плен к помощнику Хельги, штурмбанфюреру Руди Йегеру, тренеру собак, который кормит их пленниками. «Би Джею» удается сбежать из тюремных камер и он начинает свой долгий путь по замку, в надежде спасти напарника и отыскать папку.

## Восприятие
| Сводный рейтинг       | Сводный рейтинг                           |
| Агрегатор             | Оценка                                    |
| --------------------- | ----------------------------------------- |
| GameRankings          | (XONE) 78,56 % (PC) 78,08 % (PS4) 77,11 % |
| Metacritic            | (PC) 76/100 (PS4) 76/100 (XONE) 75/100    |
| OpenCritic            | 78/100                                    |
| Иноязычные издания    |                                           |
| Издание               | Оценка                                    |
| Destructoid           | 8/10                                      |
| EGM                   | 7,5/10                                    |
| Game Informer         | 7,5/10                                    |
| IGN                   | 7/10                                      |
| Русскоязычные издания |                                           |
| Издание               | Оценка                                    |
| «Игромания»           | 8,0/10                                    |
| «Игры Mail.ru»        | 6/10                                      |
| «Канобу»              | 8/10                                      |

Wolfenstein: The Old Blood получила в основном положительные отзывы. На Metacritic средний балл игры 76 из 100 на основании 54 отзывов для версии на PlayStation 4, аналогичный балл на основе 29 отзывов для версии на Windows, и 75 из 100 на основании 23 отзывов для версии на Xbox One. На GameRankings средняя оценка игры 78,56 % на основе 18 отзывов на Xbox One, 78,08 % на основе 13 отзывов на Windows и 77,11 % на основе 37 отзывов на PlayStation 4.
Марти Слива из IGN поставил игре 7 из 10 баллов. Он похвалил головоломки и стелс говоря: «Эти части игры очень спокойные и размеренные, но держат высокое напряжение, а многие враги могут разорвать тебя на куски очень быстро, если поймают». Слива также «оценил» отсылки на другие игры Bethesda, ему понравились перестрелки, которые он назвал «удовлетворительными», и похвалил окружающую среду, о которой он сказал, что она «реально интересная». Однако Сливе не понравилось присутствие зомби в игре, а также он ругал слабый сюжет, и то что приходится вручную подбирать патроны и оружие, сказав, что он устал от этого.
Йерк Густафссон в заметке о 10-летии студии MachineGames рассказал, что Wolfenstein: The Old Blood задумывалась как отсылка к Return to Castle Wolfenstein, одной из его любимых игр, ставшей главным источником вдохновения при создании The New Order — хотелось сохранить дух классики. Команду ругали за то, что сюжет The Old Blood оказался заметно слабее. Разработчики считали, что несправедливо сравнивать дополнение с полноценной игрой, но им было приятно, что публика ожидает высокий уровень качества. Схематичное повествование обусловлено сжатыми сроками — к тому времени сценаристы трудились над следующим крупным проектом — The New Colossus.
Летом 2018 года, благодаря уязвимости в защите Steam Web API, стало известно, что точное количество пользователей сервиса Steam, которые играли в игру хотя бы один раз, составляет 600 610 человек.